# Lakshmi Mittal

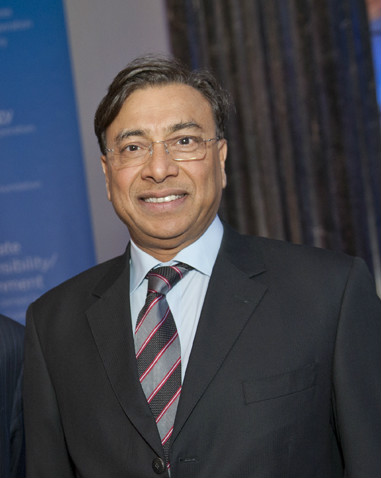
Lakshmi Mittal (2013)

Lakshmi Niwas Mittal (* 15. Juni 1950 in Sadulpur, Rajasthan) ist ein indischer Unternehmer und Milliardär. Er war von Ende 2006 bis Februar 2021 Vorstandsvorsitzender von ArcelorMittal und ist seitdem "Executive Chairman". Er war 2018 laut Forbes Magazine mit einem Vermögen von 18,5 Milliarden US-Dollar unter den 100 reichsten Menschen der Welt.

## Biographie
Mittal stammt aus einer Marwari-Familie, einer kaufmännischen Kaste, die 1960 nach Kalkutta übersiedelte. Sein zweiter Vorname (Narayan, laut anderen Quellen Nivas) ist nicht eindeutig geklärt. Im Jahr 1971 kaufte sein Vater Mohan Mittal eine kleine Stahlschmelze; er selbst studierte zu jener Zeit Betriebswirtschaft und schloss am St. Xavier’s College in Kalkutta als Bachelor of Commerce ab. Mittal arbeitete anschließend in der väterlichen Firma und wurde im Jahr 1976 mit der Sanierung eines maroden indonesischen Stahlwerks beauftragt, welches die Familie zuvor für 1,5 Millionen US-$ erworben hatte. Mittal gelang dies mit beachtlichem Erfolg, und die Mittal-Familie investierte weiter, unter anderem in Kasachstan, wo das Karmetwerk zur Privatisierung stand – auf diese Weise wuchs das Mittalsche Stahlwerksimperium schnell. Mittal Steel hatte seinen Sitz in Rotterdam, wurde aber vom Berkeley Square in London durch Mittal und seinen Sohn Aditya geleitet. Mehr als 90 % der Aktienanteile waren stets in Familienbesitz. Mittal Steels größter Konkurrent Arcelor wurde in den Jahren 2006 bis 2007 durch feindliche Übernahme erworben, und durch Fusion entstand das neue Unternehmen ArcelorMittal. Mittal ist seit Ende 2006 Vorsitzender des Vorstands.
Mittal ist Mitglied des Foreign Investment Council Kasachstans, des International Investment Council Südafrikas und des Indian Prime Minister’s Global Advisory Council. Ferner ist er Mitglied im Exekutivkomitee des International Iron & Steel Institute (worldsteel association). Er ist einer der Direktoren der indischen ICICI-Bank und Verwaltungsratsmitglied bei der Bank Goldman Sachs und der US-Eliteuniversität Kellogg School of Management.
Mittal lebt in der Nähe der Kensington Palace Gardens, London. Mit seiner Ehefrau Usha hat er neben Sohn Aditya eine Tochter, Vanisha. Die Hochzeit seiner Tochter mit dem 25-jährigen Amit Bhatia, einem Londoner Finanzmagnaten, kostete angeblich etwa 64 Millionen Dollar. Das Fest wurde im Jahr 2004 in Frankreich unter anderem in den Schlössern von Versailles gefeiert und dauerte fast eine Woche.
2008 wurde ihm der Verdienstorden Padma Vibhushan verliehen.
Sein Bruder ist Pramod Mittal.